# George Daney
George Anthony Daney (2 de setembro de 1946 - 15 de fevereiro de 1990) foi um jogador profissional de futebol americano estadunidense.

## Carreira
Daney foi campeão da Super Bowl IV jogando pelo Kansas City Chiefs.